# Estación Navarro (Belgrano)
Navarro es una estación de ferrocarril ubicada en la ciudad del mismo nombre, partido de Navarro, Provincia de Buenos Aires, Argentina.

## Historia
Fue construida por la Compañía General de Ferrocarriles en la Provincia de Buenos Aires en 1908, como parte de la vía que llegó a Patricios en ese mismo año. En sus instalaciones funciona un Museo Ferroviario, puesto que el ramal no presta servicios de pasajeros desde 1993, y actualmente no posee tráfico de trenes de ningún tipo, aunque circulan periódicamente zorras utilizadas para la preservación de la traza. La Asociación Ferroviaria Belgrano Sur realizó mantenimiento periódico de la traza durante casi 15 años, hasta que se iniciaron las obras de reactivación del ramal entre Villars y Navarro.
Existe actualmente el proyecto de reapertura del ramal G4 de la Línea Belgrano Sur hasta esta estación pasando por las estaciones 20 de Junio, Marcos Paz, Villars, Lozano hasta llegar a esta cabecera (Navarro). Los representantes técnicos informaron del buen estado de las vías y las diferentes obras que encabezarían para re-establecer el servicio entre ellas la reparación de un puente y reposición de rieles, durmientes y balasto.

## Obras e inminente restablecimiento del servicio
Las obras en la estación Navarro se siguen llevando a cabo. Se esperaba rehabilitar el servicio para enero de 2022, ese objetivo no se logró pero en febrero de 2022 se hizo correr un "camión vía" sobre las vías en reparación, 29 años después del último servicio ferroviario. El 27 de noviembre de 2022, se realizó un viaje de prueba que a su vez sirvió de simulacro para la vuelta del servicio regular de pasajeros, después de 44 años, Desde 1978 no llegaban trenes a la estación. Sin embargo, la obra fue totalmente paralizada por el gobierno nacional en el año 2024, debido al recorte presupuestario. Medida previa al proceso de privatización.

## Museo Ferroviario
El museo consiste en fotografías, herramientas y documentos ferroviarios del Ferrocarril Compañía General de Ferrocarriles en la Provincia de Buenos Aires y especialmente del ramal Navarro. Este museo nace como iniciativa del vecino Carlos A. Martino, exjefe de la estación. La colección es privada y el acceso al museo es público.

## Galería de fotos

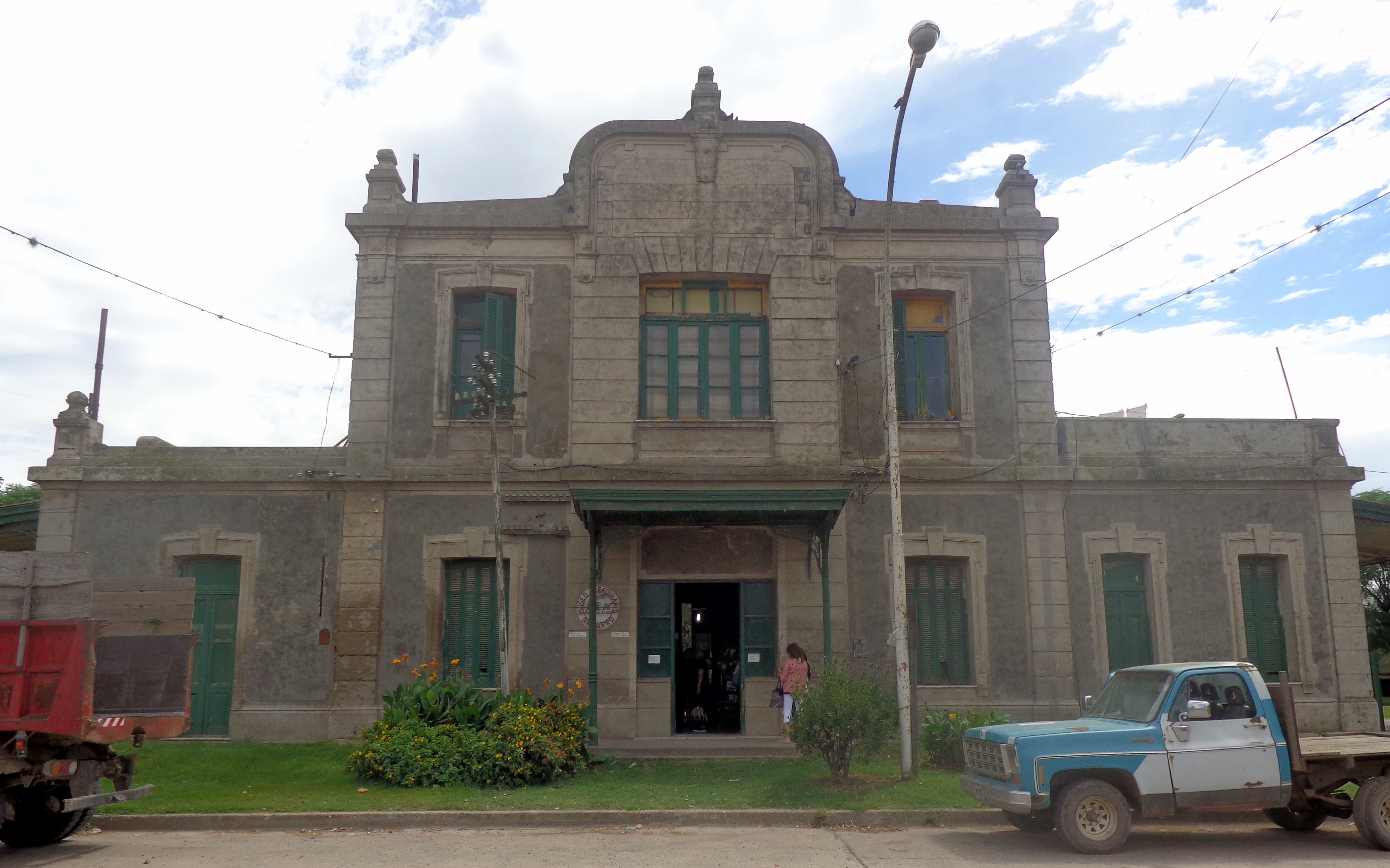
Frente de la estación
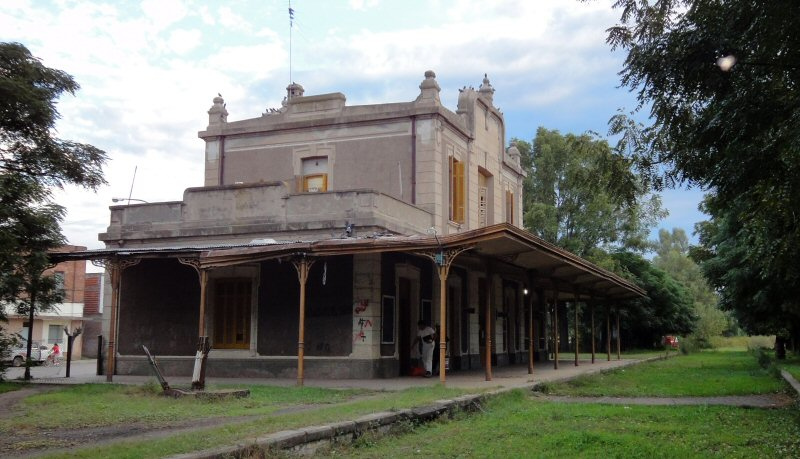
Vista lateral
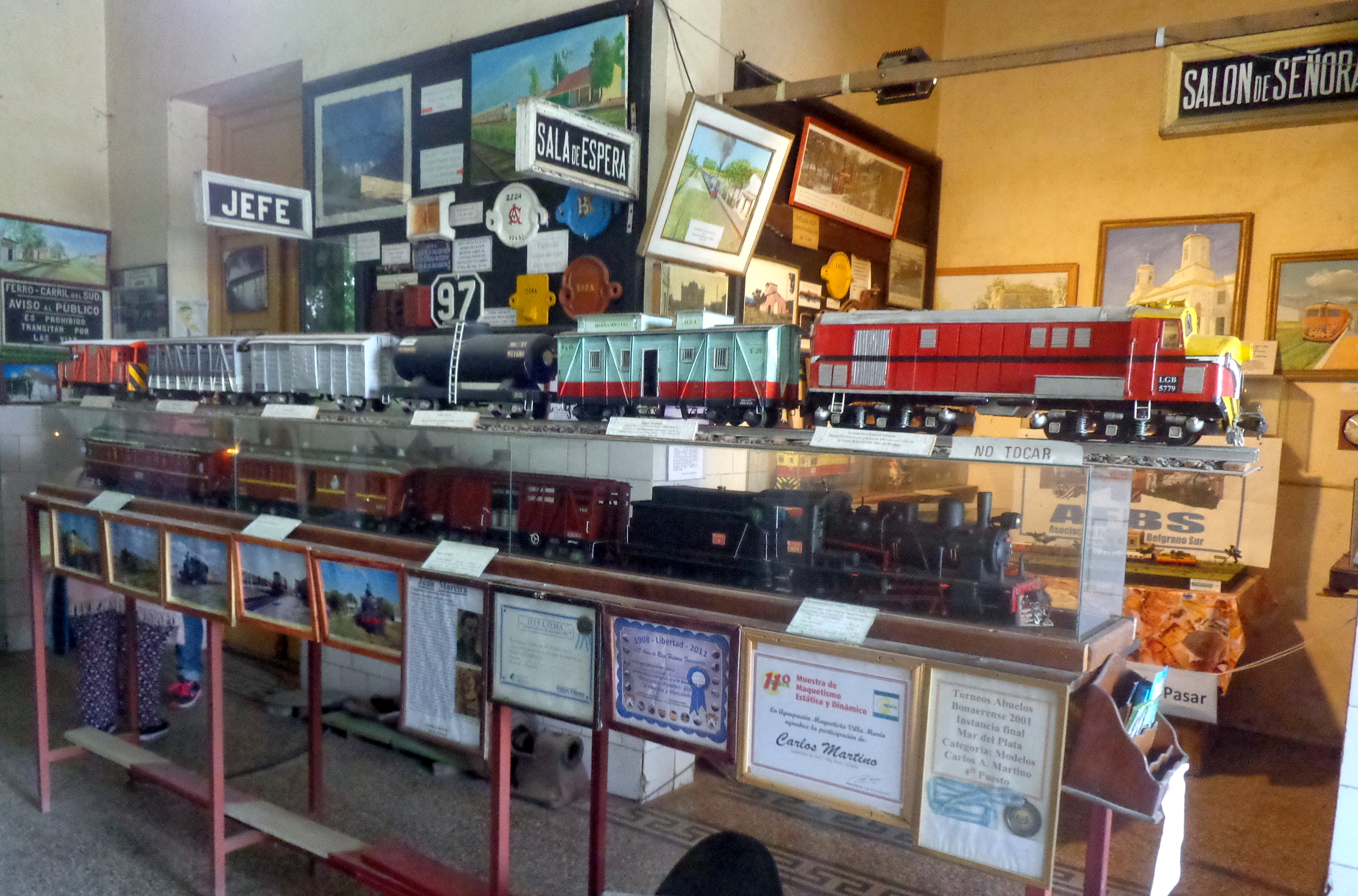
Museo Ferroviario de Navarro